# Крайни точки на България
Това е списък на крайните точки на Република България, точките, разположени на север, на юг, на изток, на запад, над или под всяка друга точка от територията на страната.

## Географска ширина и дължина
- Най-северна точка: устието на Тимок (44°12′45″ с. ш. 22°39′57″ и. д. / 44.2125° с. ш. 22.665833° и. д.), област Видин. Там река Тимок се влива в Дунав.
- Най-южна точка: връх Вейката (41°14′05″ с. ш. 25°17′18″ и. д. / 41.234722° с. ш. 25.288333° и. д.), област Кърджали. Върхът се намира в Гюмюрджински снежник в Източните Родопи.
- Най-източна точка: нос Шабла (43°32′31″ с. ш. 28°36′35″ и. д. / 43.541944° с. ш. 28.609722° и. д.), област Добрич. На брега на Черно море, на около 6 км източно от град Шабла.
- Най-западна точка:

Местоположението на най-западната точка на България е относително трудно за измерване, тъй като границата със Сърбия достига до приблизително еднаква географска дължина в два отдалечени участъка от границата. Дълго време за най-западна точка е сочена седловина край връх Китка (42°18′39.84″ с. ш. 22°21′36.84″ и. д. / 42.311068° с. ш. 22.360235° и. д.), област Кюстендил. След по-прецизни измервания, през 2014 година Националният статистически институт приема за най-западна точка седловина край връх Връшка чука (43°48′34.12″ с. ш. 22°21′25.64″ и. д. / 43.80948° с. ш. 22.357125° и. д.), област Видин.

## Надморска височина
- Най-висока точка: връх Мусала (2925 m),[4] Софийска област. Първенец на Рила, Мусала също е и най-високата точка на Балканския полуостров.
- Най-ниска точка: Черно море (0 m), област Добрич, Варна и Бургас.